# Ugoda perejasławska (1659)
Ugoda perejasławska 1659 roku (znana również jako druga ugoda perejasławska, artykuły perejasławskie, lub później jako Artykuły Bohdana Chmielnickiego) – porozumienie zawarte 27 października 1659 w Perejasławiu przez przedstawiciela wojska zaporoskiego hetmana Jerzego Chmielnickiego (syna Bohdana Chmielnickiego) oraz wysłannika cara – księcia Aleksego Trubeckiego.
Ugoda drastycznie zmniejszała autonomię kozacką, miała przeciwdziałać zawartej rok wcześniej (16 września 1658 roku) unii hadziackiej wojska kozackiego z Rzecząpospolitą Obojga Narodów.
Ugoda ograniczała prawo hetmana do prowadzenia polityki zagranicznej. Zmuszała również do wysyłania wojska na wezwanie cara, jednak sam hetman bez zgody cara nie mógł rozpoczynać działań wojskowych. Wojewodowie rosyjscy i rosyjskie garnizony, oprócz Kijowa miały być wprowadzone do innych kluczowych ośrodków miejskich Ukrainy: Perejasławia, Niżyna, Czernihowa, Bracławia i Humania. Miały być one utrzymywane przez miejscową ludność. Hetman nie mógł wyznaczać ani usuwać pułkowników, a Kozacy nie mogli wybrać innego hetmana. Poza tym prawosławny metropolita kijowski miał uznać zwierzchność patriarchy moskiewskiego. Kozakom zabroniono także wdawania się w konflikty zbrojne bez uprzedniej zgody cara.

## Literatura
- Natalia Jakowenko, "Historia Ukrainy od czasów najdawniejszych do końca XVIII wieku", Lublin 2000